# 河北木蓝
河北木蓝（学名：Indigofera bungeana）为豆科木蓝属下的一个种。

## 扩展阅读
- 維基物種上的相關：河北木蓝